# Patric Looser
Patric Looser est un voltigeur suisse né le 23 mai 1984. Il commence sa carrière de voltigeur par équipe avant de passer en individuel. Il remporte notamment le titre de champion du monde dans la discipline en individuel lors des Jeux équestres mondiaux de 2010 et celui de champion d'Europe en 2011. Il poursuit sa carrière sportive en tant que longeur pour l'Allemagne en Pas de deux permettant notamment l'obtention d'une médaille d'argent aux Jeux équestres mondiaux de 2014 pour le couple allemand Pia Engelberty et Torben Jacobs.